# Juan Marqués Arbona
Juan Marqués Arbona (Sóller, 15 de junio de 1861-ibid., 19 de agosto de 1955) fue un periodista, escritor e impresor mallorquín.

## Biografía
Juan Marqués nació en Sóller en 1861, hijo del arrendatario de la posesión de Moleta Gran, Guillem Marqués Miró y de María Arbona Morey. Recibió la primera educación en el colegio del Convento de los Sagrados Corazones de Sóller. También recibió la influencia de su tío el sacerdote Pere Antoni Marqués, que disponía de una buena biblioteca y le enseñó a leer y escribir en mallorquín.
A los 17 años ingresó en la Academia Militar de Toledo para entrar en la carrera militar, pero la abandonó para ir a trabajar al negocio de unos familiares en Castres (Francia). Cuando cumplió la edad reglamentaria, regresó a España para cumplir el servicio militar y fue destinado al cuartel de infantería de Figueras. Allí comenzó a escribir textos literarios e incluso recibió un premio en un certamen. Más adelante, fue ascendido a sargento y nombrado escribano mayor del cuartel. A finales de 1884 regresó a Mallorca y se instaló en Palma. Pocos meses después se trasladó a Sóller y pasó a vivir en la casa familiar. El 1886 se casó con María Coll Deyà, con la cual tuvieron ocho hijos (dos niñas muriendo siendo bebés). Por prescripción médica dejó su trabajo en 1901 y se trasladó a París, donde emprendió diversas iniciativas empresariales. Residió con su familia en Francia hasta 1912 cuando volvieron de nuevo a Sóller. Allí retomó su trabajo habitual. En 1918 falleció su esposa a causa de la gripe. 
Juan Marqués se implicó en la vida política local en el seno del maurismo. Formó parte del Centro Sollerense (1887) y del Partido Local Sollerense (1901). También formó parte de entidades de la ciutad como secretario de la Defensora Sollerense o miembro de La Torre, La Unión (Sa Botigueta) o el Círculo Sollerense.

## ElSemanario Sóller
Los primeros contactos con el periodismo fueron como colaborador del Semanario Sóller al cual enviaba crónicas semanales durante el periodo en que realizaba el servicio militar. Cuando volvió a Mallorca en 1894, trabajó en una imprenta en Palma para aprender el oficio. En 1885 se trasladó a Sóller y fundó la Imprenta Marqués, en el porche de su casa, con una prensa de mano, herramientas para imprimir y para encuadernar. Enseguida comenzó a gestar la idea de comenzar una publicación periódica local. Uno de los objetivos era que sirviese de medio de comunicación entre los emigrantes sollerenses a Europa y América. Los principales apoyos de Marqués fueron el padre Rullan i Mir y Juan Bautista Ensenyat.
El semanario Sóller se publicó por primera vez el de julio de 1885 con el subtítulo de «Periódico semanal de intereses materiales» que poco después cambió por «Semanario independiente». La publicación tuvo una gran acogida e informó de las inundaciones que sufrió el Valle de Sóller en octubre de 1885. El semanario también fue el medio de comunicación de diferentes entitades del municipio. El primer formato del Sóller fue de cuatro páginas y de una tirada, que se mantuvo estable durante años, de entre 1.500 y 2.000 ejemplares. Los seudónimos que empleaba eran Tòfol de s'Illot y Tofolet, en una sección semanal de crítica social y política en el Ayuntamiento de Sóller (entonces controlado por los conservadores). Sus escritos fueron editados en una recopilación en 1887.
En diciembre de 1899 la publicación suspendió temporalmente su edición para mejorar el formato. La imprenta de Juan Marqués se trasladó a la planta baja del local. A partir de 1891 la empresa pasó a llamarse «La Sinceridad», con la formación de la sociedad «Marquès, Mayol y Cía», con su cuñado Damià Mayol. El negocio se amplió con una librería y una tienda de comestibles. En septiembre de 1891 se reanudó la publicación del Sóller, que fue ganando influencia paulatinamente, junto con una mayor difusión y un mayor número de colaboradores y anunciantes. En 1900 se estableció un Centro de Subscripciones en la plaza de la Constitución de Sóller.
En el año 1901 dejó sus responsabilidades y se trasladó a París. A partir de 1910 continuó colaborando con la sección «L'Agre de la Terra» que fue seguida por importantes intelectuales de la época como Miquel dels Sants Oliver, Josep Maria Quadrado, Miquel Costa i Llobera, Guillem Colom Ferrà i Miquel Ferrà. El mismo año, coincidiendo con el vigésimo quinto aniversario de la publicación, se cambió el formato y se amplió el número de páginas.
Su estancia en Francia sirvió para comprar maquinaria más moderna —la Pedalette, que funcionaba con un motor eléctrico— en la Exposición Universal de París (1910). La imprenta se empleó hasta 1972. La mayoría de las publicaciones periódicas sollerenses y las obras locales se publicaban en la imprenta de Juan Marqués. En el periodo 1921-1936 se editó L'Almanac de les Lletres. Cuando volvió a Sóller en 1912 tomó de nuevo el control de la imprenta y la publicación. A partir de 1922 su hijo Miguel Marqués Coll se hizo cargo de ellos.

## Reconocimientos
El 14 de agosto de 1935 fue declarado Hijo Predilecto de Sóller y se nombró una calle con su nombre. En 1936, firmó la Resposta al Missatge dels Catalans. En 1951 el Ministerio de Trabajo le concedió la Medalla al Mérito en el Trabajo. En 1952 se homenajeó a Juan Marqués en Sóller, colocando su retrato en la galería del Ayuntamiento. Falleció el 19 de agosto de 1955.